# 古耕虞

古耕虞（1905年—2000年4月29日），男，重庆人，中國實業家和政治人物，主要經營豬鬃。曾任全國工商聯名譽副主席，對外貿易經濟合作部特邀顧問，中國人民政治協商會議第一屆全國委員會特邀代表，第二、三、四屆委員、第五屆常務委員，全國人民代表大會第六屆常委會委員，第七屆代表。

## 生平
古耕虞出生于重慶。當時中國的現代工商業正處於萌芽階段，本土企業家正在崛起。其父親古槐青未能在科舉中成爲秀才，便跟隨其族叔古绥之經商，主營山貨、紡織品等。1919年后到上海聖約翰大學預科修讀英文，1923年畢業后到南通学院纺织专科就讀，但因患有色盲沒能讀到畢業，回家繼承父業，經營“虎牌”豬鬃。其時虎牌已在海外市場有了一定的名氣。

### 發家
豬鬃雖為農副產品，但主要用於工業制刷等作爲原材料和工具，亦為重要的軍需產品。由於當時中國是一個龐大的農業國，工業較不發達，而歐美國家工業發展需要大量豬鬃，因此中國成爲重要的原材料供應囯。20世紀初中國的豬鬃出口基本控制在英國人手裏，古耕虞1925年正式從父親接手經營豬鬃生意之後，便一直打算撇開英國人直接向其他國家出口。
1927年，機會來臨。中國最大的豬鬃出口國美國最大的豬鬃進口商孔公司與古耕虞達成秘密協議，將部分出口到美國的豬鬃秘密發運。古耕虞同時逐漸減少了給英國人的供貨。由於獲得了美國這個當時世界上最大的市場，古耕虞幾乎壟斷了中國豬鬃的出口業務，被稱爲“豬鬃大王”。

## 著述
- 《论国际贸易和经济建设》，中国对外经济贸易出版社1995年出版，ISBN 7-80004-347-9